# زعفران (قبلي)
زعفران هي إحدى قرى ولاية قبلي بالجنوب التونسي وتتبع إداريا معتمدية دوز الجنوبية، وتقع على الطريق الرابطة بين مدينتي دوز والفوار على بعد 10 كلم من المدينة الأولى.
- يعتمد اقتصادها بدرجة أولى على إنتاج تمور الدقلة، إلى جانب السياحة الصحراوية .

## وصلة خارجية
- (بالفرنسية) قرية زعفران على موقع routard.com.